# Zague (ur. 1967)
Luis Roberto Alves dos Santos Gavranić (ur. 23 maja 1967 w Meksyku) – były meksykański piłkarz brazylijskiego pochodzenia, grający na pozycji napastnika. Uczestnik Mundialu w USA w 1994 roku. Syn José Alvesa.
Jest synem Brazylijczyka i Jugosłowianki. W Brazylii spędził swoje dzieciństwo i tam też zaczął grać w piłkę nożną. Nazywany był często Meksykaninem (The Mexican).
W 1985 powrócił do Meksyku, a rok później zadebiutował w barwach drużyny Club América. Szybko stał się podstawowym graczem zespołu, został też najlepszym strzelcem w jego historii.
Alves był silnym fizycznie i szybkim napastnikiem, uważanym za najlepszego w tamtych czasach zawodnika w zespole América oraz w reprezentacji Meksyku. W 1993 tworzył atak kadry narodowej wraz z Hugo Sánchezem na turnieju Copa America, na którym zajął z Meksykiem drugie miejsce. Został też najlepszym strzelcem drużyny na tym turnieju.
Popularny Zague również w 1993 zdobył z reprezentacją Złoty Puchar CONCACAF. Został tam najlepszym strzelcem turnieju z 12 bramkami i do dziś jest to rekord federacji.
Alves jest piąty w klasyfikacji historycznej pod względem goli strzelonych w reprezentacji (30 bramek) i jedenasty pod względem rozegranych spotkań w kadrze (84 mecze).
W La Primera División de México jest na szóstym miejscu pod względem liczby strzelonych bramek (209 goli).

## Osiągnięcia
- La Primera División de México: 1985, 1987, 1988
- Campeón de Campeones: 1987, 1988
- Puchar Mistrzów CONCACAF: 1987, 1990, 1992
- Copa Interamericana: 1991, 1993
- Igrzyska panamerykańskie: 1999
- Klubowe mistrzostwa świata: 2000